# Cheilosia aristata
Cheilosia aristata är en tvåvingeart som beskrevs av Barkalov och Stahls 1997. Cheilosia aristata ingår i släktet örtblomflugor, och familjen blomflugor.
Artens utbredningsområde är Schweiz. Inga underarter finns listade i Catalogue of Life.